# Communitas
Communitas – łaciński rzeczownik oznaczający wspólnotę, wspólny udział, społeczeństwo, ale także więź czy łączność.  Communitas jako pojęcie stosowane jest w antropologii kulturowej, jest charakterystyczne dla obrzędów przejścia.
Communitas to zasadnicza i organiczna więź międzyludzka, bez której nie byłoby żadnego społeczeństwa. Nie zna rang ani rozróżnień i jako taka powinna poprzedzać wszelkie charakterystyczne dla władzy wyniesienie ponad społeczność. Communitas wytwarza własną symbolikę oraz idee filozoficzne.

## Typologia communitas według Victora Turnera
Według Victora Turnera, Communitas wykształca strukturę, w której związki pomiędzy jednostkami przekształcają się w unormowane relacje pomiędzy osobami społecznymi. Dlatego należy wyróżnić:
- egzystencjalną albo spontaniczną Communitas  - określana również jako wzajemne wybaczenie win. Jest fazą, momentem a nie stanem trwałym, doświadczeniem przekształcającym sięgającym do korzeni bytu, środkiem do celu, pełniejszym angażowaniem się do odgrywania ról. Jest to faza naładowana emocjami, głównie przyjemnymi uczuciami. Powstaje pomiędzy okresami sprawowania urzędu, posiadania określonego statusu albo pozycji społecznej;
- normatywną Communitas, która powstaje wtedy, kiedy communitas egzystencjalna zostaje zorganizowana  w trwały system społeczny. Wraz z upływem czasu narasta w niej potrzeba mobilizacji i organizacji zasobów, a także potrzeba kontroli społecznej wśród członków grupy dążących do wspólnego celu. Zostaje zorganizowana w trwały system społeczny;
- ideologiczną Communitas – jest to sposób, w jaki ludzie mogą najlepiej współżyć ze sobą w braterskiej harmonii. Określenie stosuje się do utopijnych modeli społecznych opartych na communitas egzystencjalnej.

### Communitas a struktura
Communitas staje się widoczna lub dostępna tylko poprzez zestawienie albo skrzyżowanie z aspektem struktury społecznej. Communitas ma jakość egzystencjalną – angażuje całego człowieka w jego relację z drugim człowiekiem. To także produkt zdolności specyficznie ludzkich (takich jak pamięć, racjonalność, wola) – które rozwijają się wraz z doświadczeniem.
Życie w strukturze wypełniają trudności, należy podejmować decyzje, upodobania są tłumione i podporządkowane życzeniom grupy. Działania strukturalne szybko stają się jałowe i mechaniczne. Pozbawiona struktury Communitas może związać ludzi tylko na krótko.

### Manifestacja communitas
Zjawisko communitas manifestuje się nie tylko poprzez religijne ruchy millenarystyczne, ale także tam gdzie społeczeństwa plemienne znalazły się pod panowaniem społeczeństw industrialnych oraz przez cechy liminalne takie jak: homogeniczność, równość, brak własności, zredukowanie wszystkich do tego samego poziomu, noszenie jednolitego stroju (czasami tego samego dla obojga płci), minimalizacja różnic płciowych (wszyscy są „równi wobec Boga” albo przodków), zniesienie rang, pokora, brak troski o wygląd zewnętrzny, brak egoizmu, całkowite posłuszeństwo wobec proroka czy przewodnika, święte nauki, zawieszenie praw i obowiązków wynikających z systemu pokrewieństwa (wszyscy są braćmi i siostrami bez względu na poprzednie świeckie więzy), prostota mowy i zachowań, akceptacja bólu i cierpienia itd.